# 핼퍼드 (밴드)
핼퍼드(Halford)는 1999년 영국의 가수 롭 핼퍼드가 결성한 미국의 헤비 메탈 밴드이다. 핼퍼드는 자신의 헤비 메탈 뿌리로 돌아가기 위해 밴드를 결성했다. 그의 이전 두 프로젝트는 "스트리트 메탈" 스타일의 밴드인 파이트와 인더스트리얼 메탈 밴드 투였다.

## 작업
핼퍼드의 첫 번째 음반인 《Resurrection》은 2000년에 비평가들의 찬사를 받으며 발매되었다. 이 음반은 이후 마틴 포포프의 역사상 최고의 헤비 메탈 음반 500장에 포함되었다. 이 외에도 〈Silent Screams〉와 타이틀곡 〈Resurrection〉이 포포프의 목록에 포함되었다. 〈The One You Love to Hate〉는 메탈 밴드 아이언 메이든의 보컬리스트 브루스 디킨슨이 참여했다.
2002년, 핼퍼드는 두 번째 스튜디오 음반 《Crucible》을 발매했다. 이 음반을 홍보하기 위해 공식적으로 라이브 음반이 발매되지는 않았지만, 2004년 robhalford.com 에서 《Live: From the Disney House of Blues》라는 제목의 고품질 사운드보드 해적판을 다운로드할 수 있었다. 핼퍼드는 〈She〉, 〈Fugitive〉, 〈Rock the World Forever〉, 〈In the Morning〉과 같은 보너스 트랙을 일본에서 발매했다.

## 음반 목록
- Resurrection (2000)
- Crucible (2002)
- Halford III: Winter Songs (2009)
- Halford IV: Made of Metal (2010)